# Karl Hugo Schmölz
Karl Hugo Schmölz (Weißenhorn, 6 ottobre 1917 – Lahnstein, 22 ottobre 1986) è stato un fotografo tedesco.

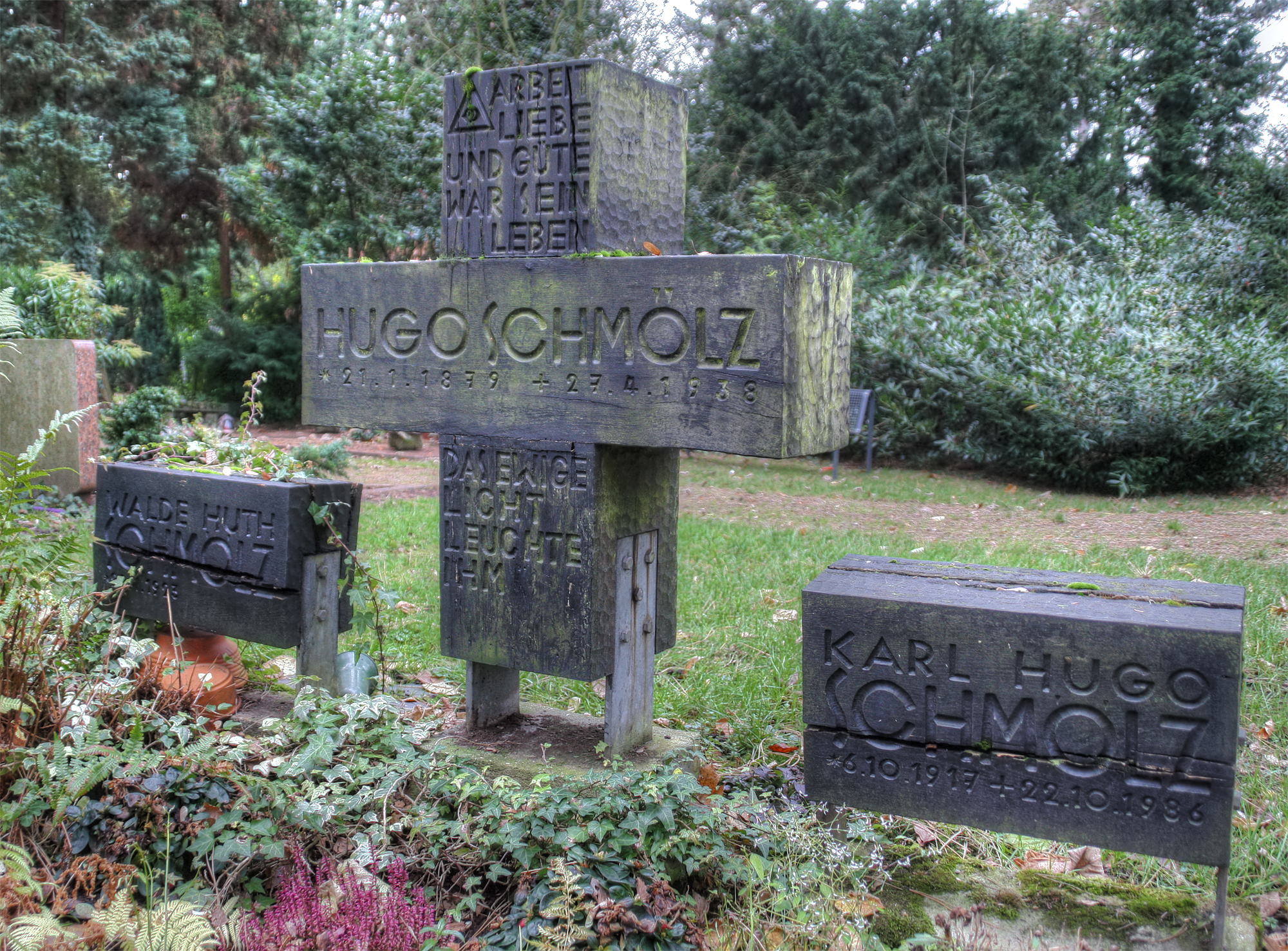
Tomba

Grazie al padre, il fotografo di architettura Hugo Schmölz, si accosta alla fotografia molto presto e già negli anni '30 esegue con lui molti lavori su commissione per numerosi architetti. Alla morte del padre, nel 1938, è in grado di proseguire senza interruzioni i lavori commissionati alla Fotowerkstätte Hugo Schmölz, atelier fotografico fondato da padre nel 1924.
Dopo essere stato arruolato ritorna nella sua città fotografandone le rovine e il proseguimento del lavoro per conto di grandi architetti rappresenta un'impressionante documentazione sulla ricostruzione della città di Colonia.
Contemporaneamente si dedica sempre puù a incarichi pubblicitari concentrandosi sulla fotografia di mobili nella disposizione dei quali, anche dei più semplici, si dimostra molto abile. Oggi, i suoi archivi rappresentano la documentazione più importante sull'habitat tedesco degli ultimi anni '30 avendo fotografato i mobili di importanti ditte e architetti.
Dopo il matrimonio con la fotografa Walde Huth, fonda lo studio fotografico comune Schmölz-Huth arricchendo le sue specializzazione con fotografia di moda e ritratti.
Il suo ultimo lavoro, fotografare il nuovo Museo Ludwig di Colonia è rimasto incompiuto.
| Controllo di autorità | VIAF (EN) 20486584 · ISNI (EN) 0000 0000 7139 4765 · BAV 495/309736 · ULAN (EN) 500033471 · LCCN (EN) n84075841 · GND (DE) 119248808 · BNF (FR) cb16642068z (data) |